# 小迫間村
小迫間村（こはさまむら）は、かつて岐阜県加茂郡にあった村である。
現在の関市小迫間、向陽台、桜台などに該当する。

## 歴史
- 1889年（明治22年）7月1日 - 町村制により、小迫間村が発足。
- 1897年（明治30年）4月1日 - 西田原村、迫間村、大杉村、稲口村、東田原村と合併し、田原村が発足。同日小迫間村は廃止。